# 495 v.Chr.
Het jaar 495 v.Chr. is een jaartal volgens de christelijke jaartelling.

## Gebeurtenissen

### Perzië
- Acht jaar nadat de koninklijke edicten zijn vastgelegd, heeft koning Darius I in Egypte een volledig wetboek. Er is een versie in de officiële taal (het Aramees) van het Perzisch hof en een kopie in het Demotisch schrift.

### Griekenland
- Philippus wordt benoemd tot archont van Athene.

## Geboren
- Perikles (~495 v.Chr. - ~429 v.Chr.), Atheens staatsman en veldheer